# Erdmann Gustaw Henckel von Donnersmarck
Erdmann Gustaw Henckel von Donnersmarck (ur. 18 marca 1734 w Świerklańcu, zm. 27 listopada 1805 tamże) – pan Tarnowskich Gór, starosta bytomski, baron i hrabia cesarstwa.

## Życiorys

### Pochodzenie i rodzina
Erdmann Gustaw pochodził ze znanej rodziny Henckel von Donnersmarck, której korzenie sięgają Spisza na terenie dawnych Górnych Węgier (dzisiejsza Słowacja). Ród ten osiedlił się na Śląsku w XVII wieku – przodkowie Erdmanna, Łazarz I Starszy (zm. 1624) i Łazarz II Młodszy (zm. 1664), pożyczyli Habsburgom znaczne sumy, za co w zamian otrzymali przywileje i zastaw na szeregu ziem śląskich. W ten sposób Henckelowie przejęli m.in. państwo bytomskie z Tarnowskimi Górami. Cesarz Ferdynand II wyniósł przedstawiciela rodu do dziedzicznej godności hrabiowskiej (tytuł hrabiego Cesarstwa Henckel barona von Donnersmarck) w latach 1636–1661, co ugruntowało status rodziny. Od tego czasu Henckelowie von Donnersmarck należeli do elity arystokracji śląskiej.
Ojcem Erdmanna Gustawa był Karol Erdmann Henckel von Donnersmarck (1695–1760) – dziedziczny pan dóbr Świerklaniec i Tarnowskie Góry. Jego matka, Anna Zuzanna von Larisch (1713–1761), pochodziła z innego zacnego rodu szlacheckiego Larisch (była córką barona Adama Wacława von Larisch z Nikoline). Erdmann Gustaw miał liczne rodzeństwo – jego rodzice doczekali się aż dziesięciorga dzieci (trzech córek i siedmiu synów). Erdmann był najstarszym synem, stąd zgodnie z ówczesnymi zasadami majoratu to właśnie jemu przypadła główna część schedy po ojcu.
W wieku 25 lat Erdmann Gustaw zawarł związek małżeński z arystokratką z bliskich kręgów śląskiej szlachty. Jego żoną została baronówna Rudolfina Wilhelmina Charlotte von Dyhrn und Schönau (ur. 1743 – zm. 1802), pochodząca z rodu von Dyherrn und Schönau osiadłego w dolnośląskim księstwie oleśnickim. Ślub odbył się 27 listopada 1759 r. we wsi Jemielna (niem. Gimmel) na Dolnym Śląsku. Małżeństwo to wzmocniło więzi między starymi rodami śląskiej arystokracji i zapewniło Erdmannowi dodatkowe koneksje rodowe. Erdmann i Rudolfina mieli siedmioro dzieci, jednak większość z nich zmarła młodo – do wieku dorosłego dożyło tylko dwóch synów. Starszy syn Gustaw Adolf Henckel von Donnersmarck (ur. 1764) został później ostatnim feudalnym panem Tarnowskich Gór, zaś młodszy Karol Łazarz Henckel von Donnersmarck (ur. 1772) wyrósł na wybitnego magnata przemysłowego i ziemskiego w XIX wieku. Pozostałe dzieci (w tym jeden syn zmarły w niemowlęctwie oraz kilka córek) nie przeżyły swojego ojca lub nie odegrały znaczącej roli historycznej.

### Edukacja i wczesna kariera
Erdmann Gustaw odebrał staranne wykształcenie odpowiednie dla młodego arystokraty mającego w przyszłości zarządzać dużym majątkiem i pełnić funkcje publiczne. W 1752 roku rozpoczął studia prawnicze na Uniwersytecie w Halle, znanym z wysokiego poziomu nauczania. Następnie kontynuował edukację od 1754 roku na Uniwersytecie we Frankfurcie nad Odrą. Dzięki wykształceniu i pozycji społecznej szybko otworzyły się przed nim drzwi do administracji pruskiej. Jeszcze w 1754 r. młody Henckel von Donnersmarck zwrócił się do króla Prus Fryderyka II Wielkiego oraz ministra sprawiedliwości Levina Friedricha von Bismarcka z prośbą o przyjęcie na aplikację urzędniczą w najwyższym sądzie krajowym – Kamerze Wojnno-Skarbowej w Berlinie. Prośba została przychylnie rozpatrzona i Erdmann rozpoczął praktykę jako referendarz (asesor) przy Kamerze, a w 1756 r. został mianowany referendarzem rządowym w Regencji (urzędzie administracyjnym) w Opolu.
W tym samym roku (1756) wybuchła wojna siedmioletnia, która ogarnęła również Śląsk. Erdmann Gustaw, wychowany w lojalności wobec państwa pruskiego, wstąpił do armii pruskiej w trakcie konfliktu. Służył w wojsku króla Fryderyka II i awansował do stopnia porucznika (Leutnanta). Uczestnictwo w wojnie ugruntowało jego doświadczenie i kontakty, choć po zakończeniu działań zbrojnych postanowił powrócić do kariery cywilno-administracyjnej.

### Przejęcie dóbr i rządy feudalne
Po śmierci ojca w kwietniu 1760 roku młody Henckel von Donnersmarck stanął przed wyzwaniem uporządkowania spraw wielkiej rodzinnej fortuny. Miał wówczas 26 lat i jako najstarszy syn zgodnie z umową rodzinną przejął główną część ojcowskich dóbr, w tym kluczowe posiadłości: zamek i majątek Świerklaniec oraz miasto Tarnowskie Góry wraz z okolicznymi wioskami. Aby zapobiec sporom w rodzinie, Erdmann zawarł ze swoją matką i rodzeństwem formalny układ regulujący podział spuścizny po ojcu. Wkrótce jednak okazało się, że ojcowizna obciążona była długami i zaległościami podatkowymi. W 1773 roku Erdmann Gustaw uzyskał od państwa specjalny kredyt w wysokości 73 tysięcy talarów, który pozwolił spłacić długi Karola Erdmanna oraz uregulować należne podatki i wypłaty dla rodzeństwa tytułem ich części spadku. Dzięki temu posunięciu młody hrabia zabezpieczył finansowo swój majątek i mógł skupić się na jego pomnażaniu.
Obejmując rządy nad rozległymi dobrami tarnogórsko-świerklanieckimi, Erdmann Gustaw okazał się władcą surowym i wymagającym. Jak odnotowali historycy, był bardzo rygorystyczny wobec poddanych chłopów na swoich ziemiach. Za uchylanie się od pańszczyzny lub niewykonywanie poleceń pańskich groził chłopom karami – mógł odebrać im gospodarstwo i ziemię, a niekiedy wymierzał także karę chłosty. Zdarzało się, że zbiegłych z folwarku chłopów, schwytanych po nieudanej ucieczce, przykuwano do taczek i skazywano na najcięższe prace jako przestrogę dla innych. Taki styl zarządzania świadczy o przywiązaniu hrabiego do tradycyjnego feudalnego porządku, w którym pan miał daleko idącą władzę nad ludnością wiejską. Surowość Erdmanna Gustawa wpisywała się jednak w realia XVIII-wiecznego Śląska – nie był on wyjątkiem, choć być może jego rządy należały do bardziej surowych nawet na tle epoki.
Mimo napięć społecznych Henckel von Donnersmarck skutecznie utrzymywał kontrolę nad swymi włościami i dbał o ich rozwój gospodarczy. Majątek Erdmanna Gustawa był jednym z największych na Górnym Śląsku – według wyliczeń był drugim pod względem zamożności w rodzinie Henckel von Donnersmarck w tamtym czasie. Łącznie posiadał on ponad 12 600 ha ziemi, w tym jedno miasto (Tarnowskie Góry), 13 wsi w całości, 1 wieś częściowo oraz 7 folwarków (dużych gospodarstw). Najważniejsze jego śląskie posiadłości skupione były w okolicach Świerklańca, Tarnowskich Gór oraz miejscowości Żyglin/Żyglinek. Aby uchronić tak rozległe dobra przed rozdrobnieniem między spadkobierców, Erdmann Gustaw podjął decyzję o utworzeniu majoratu. W dniu 14 listopada 1796 r. podpisał akt erekcyjny, na mocy którego z części dóbr (m.in. Świerklaniec i Żyglin) ustanowiono niepodzielny fideikomis Tarnowskie Góry–Bytom. Od tej pory cały kompleks majątkowy mógł dziedziczyć zawsze tylko jeden spadkobierca – najstarszy w linii – co zapobiegało podziałowi fortuny między wielu członków rodu. Ten krok świadczy o dalekowzroczności hrabiego i miał ogromne znaczenie dla potęgi ekonomicznej jego potomków w XIX wieku.

### Kariera publiczna i służba w administracji Prus
Oprócz zarządzania własnymi dobrami Erdmann Gustaw pełnił ważne funkcje publiczne w strukturach państwa pruskiego, które od 1742 roku sprawowało władzę na Śląsku. Jako wykształcony prawnik z doświadczeniem w pruskiej administracji i były oficer, cieszył się zaufaniem władz królewskich. W 1771 roku Henckel von Donnersmarck został mianowany starostą (landratem) powiatu bytomskiego, przejmując ten urząd po zmarłym poprzedniku, hr. Erneście Wentzelu von Rosteck und Goldmannsdorf z Chropaczowa. Urząd starosty odpowiadał ówczesnemu naczelnikowi powiatu – był przedstawicielem administracji państwowej odpowiedzialnym za zarząd i sądownictwo na poziomie powiatu. Co istotne, siedzibą starosty bytomskiego były Tarnowskie Góry – miasto należące do Henckla – a konkretnie budynek przy tamtejszym Rynku nr 1. Erdmann Gustaw sprawował władzę w podwójnej roli: jako pan feudalny (właściciel ziemski) oraz jako urzędnik państwowy reprezentujący rząd pruski. Taka kumulacja władzy czyniła go faktycznym hegemonem lokalnym. W budynku starostwa w Tarnowskich Górach – dawnym renesansowym ratuszu – urzędował, wydawał decyzje administracyjne i sądził sprawy. Co ciekawe, tuż przed śmiercią hrabia sprzedał ten budynek: 1 listopada 1805 r. odsprzedał siedzibę bytomskiego starostwa miejscowemu kupcowi Janowi Sedlaczkowi za sumę 1800 talarów. Nowy właściciel urządził tam słynną winiarnię "Sedlaczek", która istniała przez kolejne stulecia. Jako starosta bytomski Erdmann Gustaw piastował swój urząd przez wiele lat, dbając o interesy państwa pruskiego na podległym mu terenie. Źródła podają, że pełnił tę funkcję co najmniej do 1786 roku, a według niektórych przekazów aż do lat 1797–1798. Ostatecznie w marcu 1804 roku zrezygnował z urzędu starosty, przekazując go swojemu krewnemu (bratankowi) hr. Karolowi Józefowi Traugottowi Henckel von Donnersmarck z linii maciejowskiej.
W trakcie swojej służby publicznej Henckel von Donnersmarck został także wyróżniony dodatkową funkcją. W 1777 roku powierzono mu stanowisko dyrektora Górnośląskiej Landschafty. Ober-Schlesische Landschaft była instytucją skupiającą największych właścicieli ziemskich Górnego Śląska i pełniącą rolę m.in. banku kredytowego dla szlachty oraz reprezentacji stanowej. Erdmann Gustaw przejął tę funkcję po Karlu Józefie von Schimonsky i kierował Landschaftą górnośląską, umacniając swoją pozycję wśród regionalnej arystokracji. Działalność w Landschaftcie świadczy o zaangażowaniu hrabiego w sprawy ogólnoregionalne – nie ograniczał się on tylko do własnych dóbr, ale współtworzył politykę kredytową i gospodarczą dla całego Górnego Śląska.

### Działalność gospodarcza i przemysłowa
Choć Erdmann Gustaw zasłynął przede wszystkim jako właściciel ziemski i administrator, nie można pominąć jego roli w rozwoju gospodarczym regionu tarnogórsko-bytomskiego. Druga połowa XVIII wieku to okres gwałtownego rozwoju przemysłowego na Górnym Śląsku, zwłaszcza w dziedzinie górnictwa i hutnictwa. Henckel von Donnersmarck, jako pan Tarnowskich Gór, miał udział w tych procesach – choć często pośredni – poprzez zarządzanie bogatymi w surowce terenami oraz współpracę (nierzadko pełną napięć) z administracją królewską Prus dążącą do intensyfikacji wydobycia. Tarnowskie Góry już od XVI wieku słynęły z kopalń srebra i ołowiu, jednak złoża ulegały wyczerpaniu, a tradycyjne metody wydobycia były mało efektywne. W czasach Erdmanna Gustawa nastąpiło odrodzenie górnictwa dzięki inicjatywom pruskiego rządu. Kluczową rolę odegrał tu wysłannik króla, Fryderyk Wilhelm von Reden – znakomity organizator górnictwa. Z jego inicjatywy na terenach dzierżawionych od Henckla powstała kopalnia kruszcu „Fryderyk” w Bobrownikach koło Tarnowskich Gór oraz huta „Fryderyk” w Strzybnicy. Były to nowoczesne, na owe czasy, zakłady przemysłowe finansowane przez skarb pruski. Co więcej, do odwadniania tarnogórskich szybów Reden sprowadził z Anglii maszynę parową – była to jedna z pierwszych maszyn parowych użytych na kontynencie europejskim (uruchomiona w 1788 r.), co zrewolucjonizowało lokalne górnictwo. 
Henckel von Donnersmarck, jako właściciel terenu i posiadacz regale górniczego (feudalnego prawa do części dochodów z wydobycia), musiał ułożyć swoje relacje z pruską administracją górniczą. Początkowo występowały spory – hrabia procesował się z fiskusem królewskim o należne mu udziały w zyskach z nowo powstałych kopalń. Ostatecznie osiągnięto kompromis: 16 stycznia 1782 r. Erdmann Gustaw podpisał z pełnomocnikami króla Prus ugodę, na mocy której zrzekł się części swoich tradycyjnych praw górniczych (m.in. prawa do 1/9 wydobytego kruszcu oraz opłaty 3000 talarów od każdej miarki srebra) w zamian za uzyskanie połowy dochodów z królewskiej dziesięciny od wydobycia w nowych. Innymi słowy, hrabia odstąpił koronie pewne przywileje, ale zagwarantował sobie udział w zyskach eksploatacji. Było to korzystne rozwiązanie – król mógł inwestować w przemysł bez obaw o roszczenia feudała, a Henckel zachował partycypację w dochodach, które rosły wraz z rozwojem wydobycia. 
W kolejnych latach przemysł górniczo-hutniczy w okolicy dynamicznie się rozwijał, przyczyniając się do wzrostu dochodów zarówno skarbu państwa, jak i lokalnego pana. Erdmann Gustaw koncentrował się głównie na zabezpieczeniu interesów swojego majątku. Nie był sam przedsiębiorcą przemysłowym w nowoczesnym rozumieniu – większe inwestycje podejmował państwowy zarząd górnictwa – jednak jako właściciel ziemski czerpał zyski z dzierżaw, opłat górniczych i czynszów. Był więc beneficjentem pierwszej fali rewolucji przemysłowej na Górnym Śląsku. Warto dodać, że hrabia wspierał również rozwój infrastruktury i życia społecznego na swoich ziemiach. Przykładem może być jego pomoc dla gminy ewangelickiej w Tarnowskich Górach – w 1780 r. przy wsparciu Henckelów ze Świerklańca wybudowano w centrum Tarnowskich Gór murowany kościół ewangelicki Zbawiciela (pierwszą luterańską świątynię na Górnym Śląsku po okresie kontrreformacji). Fundacja tego kościoła świadczy o zaangażowaniu rodu (który pozostał w linii tarnogórskiej wyznania ewangelickiego) w potrzeby religijne swoich wiernych poddanych i współwyznawców.
8 sierpnia 1805 r. po swym kuzynie Łazarzu III Henckel von Donnersmarcku ze Siemianowic został 6. bytomskim wolnym panem stanowym. Zmarł 27 listopada 1805 w swoim zamku w Świerklańcu.

## Rodzina
Był żonaty z baronówną Rudolfiną von Dyherrn und Schönau z Jemielnej. Miał z nią dwóch synów: Gustawa Adolfa – ostatniego pana feudalnego Tarnowskich Gór i Karola Łazarza – magnata przemysłowego i ziemskiego.